# Мурена (Лицинии)
Вижте пояснителната страница за други значения на Мурена.
Мурена (на латински: Murena) e Когномен на римската фамилия Лицинии от Ланувиум.
Известни с това име са:
- Публий Лициний Мурена (претор) (140 – 90 пр.н.е.), баща на претора 88 пр.н.е.
- Луций Лициний Мурена, претор 88 пр.н.е., води война против Митридат VI; баща на консула от 62 пр.н.е.[2]
- Публий Луциний Мурена Младши (учен), брат на претора 88 пр.н.е.
- Луций Лициний Мурена (* 105 пр.н.е.), консул 62 пр.н.е.
- Авъл Теренций Варон Мурена (роден: Авъл Лициний Мурена), консул 23 пр.н.е.
- Луций Лициний Варон Мурена, заговорник срещу Август
- Гай Лициний Мурена, легат на Луций Лициний Мурена
- Pro Murena, реч на Цицерон от 62 пр.н.е.[3]